# Rodger Ward
Rodger Morris Ward (* 10. Januar 1921 in Beloit, Kansas; † 5. Juli 2004 in Anaheim, Kalifornien) war ein US-amerikanischer Autorennfahrer.

## Karriere
Ward war in den 1950er und 1960er Jahren einer der erfolgreichsten Piloten in der US-amerikanischen Monopostoszene. Zwischen 1950 und 1964 feierte er bei 150 Starts 26 Siege in der USAC-National-Serie (bis 1955 AAA-National-Serie). 1959 und 1962 gewann der die Meisterschaft in einen Watson-Offenhauser. 1960 und 1963 wurde er jeweils Zweiter der Meisterschaft.

### Indianapolis

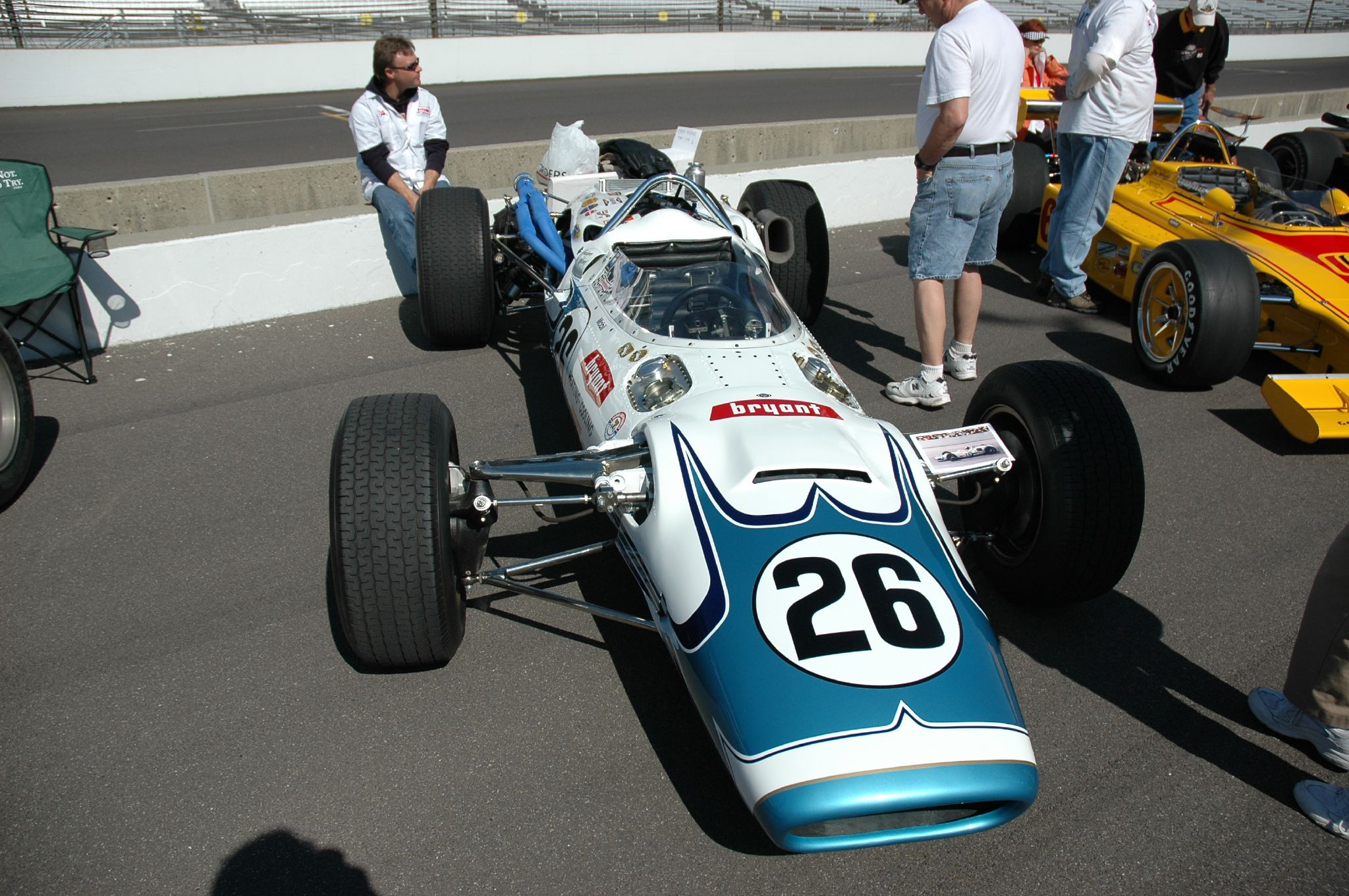
Der Lola-Offenhauser den Ward bei seinem letzten USAC-Rennen 1966 fuhr

Ward startete zwischen 1951 und 1966 15 Mal bei den 500 Meilen von Indianapolis. Bis 1958 waren seine Erfolge durchwachsen. 1955 löste er durch einen Achsbruch den schweren Unfall aus, infolgedessen Bill Vukovich ums Leben kam. Danach dachte er über einen Rücktritt nach.
Zwischen 1959 und 1964 beendete er jedoch kein Indy 500 schlechter als auf Platz 4. 1959 und 1962 gewann er. 1960 lieferte er sich mit Jim Rathmann einen Zweikampf um den Sieg, den er nur um 12 Sekunden verlor. Rathmann übernahm in der 183. Runde die Führung von Ward. In der Folge überholten sich die beiden mehrmals und die Führung wechselte beständig. In der 197. Runde ging Rathmann noch einmal an Ward vorbei und fuhr zum knappen Sieg. 1964 wurde er ebenfalls Zweiter; 1961 Dritter und 1963 Vierter.

### Formel 1
Neben den Rennen in Indianapolis, die zwischen 1950 und 1960 mit zur Fahrweltmeisterschaft zählten, nahm Ward auch an zwei „echten“ Formel-1-Rennen teil. 1959 fuhr er beim Großen Preis der USA in Sebring eines der eigenwilligsten Grand-Prix-Fahrzeuge, die je bei einem Weltmeisterschaftslauf der Formel 1 eingesetzt wurden. Es handelte sich um einen umgebauten Kurtis Kraft-Midget mit einem Offenhauser-Motor, der sich als viel zu schwer und zu klobig erwies. Ward, der schon im Training letzter war, schied im Rennen nach einem Kupplungsschaden aus. 1963 fuhr er einen Lotus 24 von Reg Parnell Racing in Watkins Glen, schied aber nach einem Getriebeschaden aus.

## Statistik

### Grand-Prix-Siege
- 1959  Indianapolis 500 (Indianapolis)

### Grand-Prix-Ergebnisse
| Saison | 1 | 2 | 3 | 4 | 5 | 6 | 7   | 8   | 9 | 10 |
| ------ | - | - | - | - | - | - | --- | --- | - | -- |
| 1959   |   |   |   |   |   |   |     |     |   |    |
|        | 1 |   |   |   |   |   |     | DNF |   |    |
| 1963   |   |   |   |   |   |   |     |     |   |    |
|        |   |   |   |   |   |   | DNF |     |   |    |

| Legende  | Legende            | Legende                                                          |
| Farbe    | Abkürzung          | Bedeutung                                                        |
| -------- | ------------------ | ---------------------------------------------------------------- |
| Gold     | –                  | Sieg                                                             |
| Silber   | –                  | 2. Platz                                                         |
| Bronze   | –                  | 3. Platz                                                         |
| Grün     | –                  | Platzierung in den Punkten                                       |
| Blau     | –                  | Klassifiziert außerhalb der Punkteränge                          |
| Violett  | DNF                | Rennen nicht beendet (did not finish)                            |
| Violett  | NC                 | nicht klassifiziert (not classified)                             |
| Rot      | DNQ                | nicht qualifiziert (did not qualify)                             |
| Rot      | DNPQ               | in Vorqualifikation gescheitert (did not pre-qualify)            |
| Schwarz  | DSQ                | disqualifiziert (disqualified)                                   |
| Weiß     | DNS                | nicht am Start (did not start)                                   |
| Weiß     | WD                 | zurückgezogen (withdrawn)                                        |
| Hellblau | PO                 | nur am Training teilgenommen (practiced only)                    |
| Hellblau | TD                 | Freitags-Testfahrer (test driver)                                |
| ohne     | DNP                | nicht am Training teilgenommen (did not practice)                |
| ohne     | INJ                | verletzt oder krank (injured)                                    |
| ohne     | EX                 | ausgeschlossen (excluded)                                        |
| ohne     | DNA                | nicht erschienen (did not arrive)                                |
| ohne     | C                  | Rennen abgesagt (cancelled)                                      |
| ohne     | keine WM-Teilnahme |                                                                  |
| sonstige | P/fett             | Pole-Position                                                    |
| sonstige | 1/2/3/4/5/6/7/8    | Punktplatzierung im Sprint-/Qualifikationsrennen                 |
| sonstige | SR/kursiv          | Schnellste Rennrunde                                             |
| sonstige | *                  | nicht im Ziel, aufgrund der zurückgelegten Distanz aber gewertet |
| sonstige | ()                 | Streichresultate                                                 |
| sonstige | unterstrichen      | Führender in der Gesamtwertung                                   |

### Indy-500-Ergebnisse
| Jahr | Startnr. | Start | Qual (km/h) | Ergebnis | Runden | Führung | Ausfall                                |
| ---- | -------- | ----- | ----------- | -------- | ------ | ------- | -------------------------------------- |
| 1951 | 48       | 25    | 217,017     | 27       | 34     | 0       | Ölverlust                              |
| 1952 | 34       | 22    | 215,842     | 23       | 130    | 0       | Öldruck                                |
| 1953 | 92       | 10    | 221,201     | 163      | 115    | 0       | Übergabe an Linden                     |
| 1954 | 12       | 16    | 224,403     | 222      | 105    | 0       | Übergabe an Johnson; Rd. 94-160; Motor |
| 1955 | 27       | 30    | 217,306     | 28       | 53     | 0       | Unfall                                 |
| 1956 | 19       | 15    | 227,171     | 8        | 200    | 0       |                                        |
| 1957 | 8        | 24    | 227,412     | 30       | 27     | 0       | Kompressor                             |
| 1958 | 8        | 11    | 230,534     | 20       | 93     | 0       | Benzinpumpe                            |
| 1959 | 5        | 6     | 231,773     | 1        | 200    | 130     |                                        |
| 1960 | 1        | 3     | 234,235     | 2        | 200    | 58      |                                        |
| 1961 | 2        | 4     | 235,233     | 3        | 200    | 7       |                                        |
| 1962 | 3        | 2     | 240,366     | 1        | 200    | 66      |                                        |
| 1963 | 1        | 4     | 241,058     | 4        | 200    | 0       |                                        |
| 1964 | 2        | 3     | 251,679     | 2        | 200    | 0       |                                        |
| 1965 | 2        | DNQ   |             |          |        |         | Trainingsunfall                        |
| 1966 | 26       | 13    | 256,603     | 15       | 74     | 0       | Handling                               |

### Sebring-Ergebnisse
| Jahr | Team          | Fahrzeug           | Teamkollege | Platzierung | Ausfallgrund |
| ---- | ------------- | ------------------ | ----------- | ----------- | ------------ |
| 1962 | Ronnie Kaplan | Chevrolet Corvette | Bob Johnson | Ausfall     | Aufhängung   |

### Einzelergebnisse in der Sportwagen-Weltmeisterschaft
| Saison | Team                        | Rennwagen                          | 1   | 2   | 3   | 4   | 5   | 6   | 7   | 8   | 9   | 10  | 11  | 12  | 13  | 14  | 15  |
| ------ | --------------------------- | ---------------------------------- | --- | --- | --- | --- | --- | --- | --- | --- | --- | --- | --- | --- | --- | --- | --- |
| 1953   | H. W. Dietrich              | Lincoln Capri                      | SEB | MIM | LEM | SPA | NÜR | RTT | CAP |     |     |     |     |     |     |     |     |
| 1953   | H. W. Dietrich              | Lincoln Capri                      |     |     |     | DNF |     |     |     |     |     |     |     |     |     |     |     |
| 1962   | Frank Nichels Ronnie Kaplan | Pontiac Tempest Chevrolet Corvette | DAY | SEB | SEB | MAI | TAR | BER | NÜR | LEM | TAV | CCA | RTT | NÜR | BRI | BRI | PAR |
| 1962   | Frank Nichels Ronnie Kaplan | Pontiac Tempest Chevrolet Corvette | 27  |     | DNF |     |     |     |     |     |     |     |     |     |     |     |     |